# 34738 Hulbert
34738 Hulbert (2001 QV71) là một tiểu hành tinh vành đai được khám phá vào ngày 20 tháng 08 năm 2001 bởi C. Wolfe ở Terre Haute.